# Championnat de Belgique de football de troisième division 2022-2023
Navigation
saison précédente saison suivante
Le Championnat de Belgique de football de troisième division 2022-2023 est la nonante-quatrième (quatre-vingt-quatorzième) saison du championnat belge de 3e Division.
Septième saison depuis la réforme, quatre exercices sous le nom de « Division 1 Amateur », et cette fois la troisième édition de ce niveau sous l'appellation « Nationale 1 ». Le changement de dénomination est intervenu à la demande des clubs qui considéraient que le vocable «amateur», utilisé depuis la saison 2016-2017, pouvait avoir une connotation péjorative.
La «Nationale 1» est composée de vingt équipes (16 clubs + 4 formations « U23 » de clubs professionnels). Exception faite de l'équipe « Espoirs » du Club Brugeois en D1B '20-21, sous   l'appellation «  Bruges NXT », cette saison 2022-2023 voit pour la première fois de son histoire, avec montée et/ou descente, intégrer des sélections « U23 » professionnelles. Pour rappel toutefois, les premières séries dite de « Division 2 » concernaient les « équipes Réserves » de celles jouant dans la seule série existante, avant d'être élargie aux autres clubs. À noter que c'est la première fois depuis la Division 1 '74-75 qu'une série nationale belge se compose de 20 formations.

## Arrivée de sélections «U23»
Intégrer des équipes « Réserves » de clubs professionnels dans les championnats dits « de divisions inférieures », n'est pas une idée neuve. Plusieurs fédérations s'y emploient de longue date (Exemples: Espagne, France,...). Dans le cadre des compétitions belges, ce thème est depuis plusieurs décennies, digne de l'Arlésienne. Toute le monde en parle, mais on ne voit jamais rien (se concrétiser).
Différents projets ont été sur les différentes tables des différentes ligues de clubs (dans le jargon du foot' belge, comprendre « clubs d'une même division hiérarchique »). Il est impossible de jeter l'opprobre sur une catégorie déterminée. Décennies après décennies, la volonté a oscillé régulièrement, aussi bien en faveur ou que contre, de la plus haute division à la Promotion (4e niveau). Tantôt les Grands voulaient ou rejetaient, tantôt c'étaient les Petits. La seule certitude est que jamais les responsables ne s'approchent du moindre consensus. 
Ces dernières saisons, l'idée est revenue avec plus d'insistance. Un fait sert de déclencheur à la reprise du débat. Il s'agit de la chute du 2e niveau à 7 participants à la suite de l'obligation faite à l'URBSFA de maintenir Waasland-Beveren parmi l'élite pour l'exercice 2020-2021. Et au début de cet exercice-là, la surprise est pratiquement générale de voir la sélection « Espoirs » du Club Brugge KV venir compléter la série du 2e  niveau, sous le nom de « Bruges NXT ». Sportivement ce ne est pas une réussite avec une 8e et dernière place, en ayant collecter 13 points en 28 rencontres. Mais, comme le prétend un vieil adage, il ne faut jamais dire "jamais".
Les critiques (principalement pourquoi le FC Bruges et pas un autre club ?, tentative de créer une petite querelle linguistique, ...) s'estompent vite. Et dans les esprits, le principe d'aligner des « équipes B » refait son apparition et trace rapidement  son chemin. L'accord reste « long » à trouver (un peu plus d'un an). À diverses reprises, on pense que cela va (encore) capoter, mais en définitive un accord presque unanime est trouver. Officiellement, il s'agit encore d'une expérience, rien n'est encore scellé définitivement et l'exercice pourrait être éphémère, mais la réalité est là: des équipes « B », plus précisément des sélections «  U23 », sont alignées de la D2 à la D4 pour la saison 2022-2023.
Ces équipes peuvent monter ou descendre, excepté celle du 2e étage qui, en toute logique, ne peuvent grimper parmi l'élite nationale où...se trouve leur équipe « A » ,.

### «U23» - Règles à respecter
La Pro League édicte une série de règles à respecter dans la composition des sélections « U23 » afin que leur participation ne faussent pas le déroulement des différentes compétitions d'équipes « A ». 
- Pour cette saison inaugurale expérimentale, les garçons nés en 1999 ou après sont éligibles. L'année de naissance est de 1997 pour les gardiens de but (U25).
- Ces sélections de jeunes peuvent cependant aligner un joueur sans aucun restriction d'âge, à la condition que cet élément n'ait pas été aligner avec les « A ».
- Un joueur « U23 » qui preste au moins 45 minutes avec son équipe « A » ne peut prendre part à la rencontre suivante de sa sélection « U23 ».
- Un joueur du « noyau A » qui est en convalescence d'une blessure (certificat médical obligatoire) et qui a manqué au moins 6 rencontres « A » peut disputer 2 rencontres  les « U23 ». Attention, ce principe dit de l'exception médicale ne peut s'appliquer qu'à un seul joueur « A » par match « U23 ».
- Suivi de formation: les « sélections U23 » doivent présenter à 50% des joueurs formés dans ce club depuis au minimum de trois ans avoir d'atteint l'âge de 21 ans. Deux-tiers (66%) des éléments d'une équipe « U23 » inscrits sur une feuille de match de championnat doivent avoir été formés dans un club belge [4].

### «U23» - Répartition 2022-2023
- Challenger Pro League : 4 sélections
- Nationale 1 : 4 sélections
- Division 2 Amateur : 6 sélections

## Critères de composition

### Conditions d'accès
Depuis la saison 2017-2018, des critères technico-administratifs doivent être remplis par les clubs désireux de prendre part à cette division ,:
- Avoir minimum 7 joueurs sous contrat avec le statut "semi-professionnel".
- Disposer d'un stade de minimum 1.500 places (dont minimum 300 assises).
- Disposer d'un terrain aux dimensions de 100-105m de long sur 64-68m de large.
- Disposer d'un éclairage de minimum 300 LUX (dérogation à 200 LUX la première saison)

Dans un autre domaine, les participants de cette division devraient percevoir 50 000 euros par saison provenant des droits télévisés du football professionnel.

## Organisation - Règlement
Théoriquement, les équipes se rencontrent en matchs aller/retour durant une phase classique (30 matches). Au terme de cette première phase, les quatre premiers classés disputent le "Play-off Amateur" au terme duquel est désigné le champion.
Pour cette édition 22-23, en raison de l'expérimentation de la participation de sélection « U23 », la série compte 20 équipes qui se rencontrent chacune en aller-retour (38 journées). Il n'y a pas de tour final. Le classement est clôturé après 38 journées. Les trois équipes les mieux classées en possession de la licence «D1B/Challenger Pro League » y sont promus. Les sélections « U23 » sont concernées par une montée potentielle.

### Play Off Amateur
Le « Play Off amateur » n'est pas organisé cette saison (voir plus haut).

### Promotion en D1B
Les trois formations les mieux classées après 38 matchs qui sont en possession de la licence nécessaire sont promues en Division 1B/Challenger Pro League la saison suivante. Les sélections « U23 » peuvent aussi monter.

### Relégation en D2 ACFF ou VV
Les trois derniers classés au terme de la phase classique sont relégués en Division 2 ACFF ou VV la saison suivante. Le club qui termine à la 17e place est dit "barragiste", et doit assurer son maintien lors du tour final avec des formations de D2 ACFF ou VV. Les sélections « U23 » peuvent descendre en Division 2 Amateur.

### Cas particuliers
Le principe de relégation directe et de désignation du "barragiste" peuvent subir des adaptions si un ou plusieurs clubs ne répondent plus aux conditions d'accès à la D1 Amateur. Dans ce cas, le ou les cercles concernés seraient placés aux places de relégables directs .
Lors de cette saison 2022-2023, assez logiquement, une sélection « U23 » ne pourra pas monter en Challenger Pro League si l'équipe A de ce club y descend en fin de saison.

## Clubs participants 2022-2023
À partir de la saison 2016-2017, par le biais de la colonne "Total Niv. 3", le tableau des participants rappelle le nombre de saisons jouées au 3e niveau de la hiérarchie belge.
| # | Nom équipe                      | Club Source     | Mat. | Ville           | Stades        | En Nat 1 depuis | Total en Nat 1 | Total Niv 3 | S. Précédente |
| - | ------------------------------- | --------------- | ---- | --------------- | ------------- | --------------- | -------------- | ----------- | ------------- |
| 1 | Young Reds Antwerpen            | R. Antwerp FC   | 1    | Lierre          | het Lisp      | 2022-23 1re     | 1 s            | 1 s         | N/A           |
| 2 | Jong Atletische Associatie Gent | K. AA Gent      | 7    | Oostakker       | Chillax Arena | 2022-23 1re     | 1 s            | 1 s         | N/A           |
| 3 | Oud-Heverlee Leuven « U23 »     | OH Leuven       | 18   | Tirlemont       | Julien Bergé  | 2022-23 1re     | 1 s            | 1 s         | N/A           |
| 4 | Zebra Elite Charleroi           | R. Charleroi SC | 22   | Montignies-s-S. | La Neuville   | 2022-23 1re     | 1 s            | 1 s         | N/A           |

Le classement 2022 dans le tableau ci-dessous est celui occupé à la fin de la phase classique de 30 journées, « Play-off amateur » non-compris.
| #  | Nom                                       | Mat. | Ville           | Stades              | En Nat 1 depuis | Total en Nat 1 | Total Niv 3 | S. Précédente         |
| -- | ----------------------------------------- | ---- | --------------- | ------------------- | --------------- | -------------- | ----------- | --------------------- |
| 1  | Royal Football Club de Liège              | 4    | Rocourt         | de Rocourt          | 2018-19 5e      | 4 s            | 17 s        | 1er                   |
| 2  | Royal Knokke Football Club                | 101  | Knokke-Heist    | L. Lippens Park     | 2020-21 3e      | 3 s            | 18 s        | 2e                    |
| 3  | Koninklijke Voetbal Klub Tienen           | 132  | Tirlemont       | J. Bergé            | 2020-21 3e      | 3 s            | 46 s        | 11e                   |
| 4  | Olympic Club de Charleroi                 | 246  | Montignies s/S. | de La Neuville      | 2019-20 4e      | 4 s            | 40 s        | '5e                   |
| 5  | Koninklijke Football Club Dessel Sport    | 606  | Dessel          | Armand Melis        | 2016-17 7e      | 7 s            | 28 s        | 3e                    |
| 6  | Royal Football Club Mandel United         | 935  | Izegem          | Skyline Arena       | 2020-21 3e      | 3 s            | 32 s        | 14e                   |
| 7  | Union Royale Sportive Lixhe Visé          | 1352 | Visé            | de la Cité de l'Oie | 2019-20 4e      | 4 s            | 4 s         | 8e                    |
| 8  | Koninklijke Rupel Boom Football Club      | 2138 | Boom            | Gemeentelijk        | 2018-19 5e      | 5 s            | 19 s        | 12e                   |
| 9  | Koninklijke Sportkring Heist              | 2948 | Heist o/d Berg  | Gemeentelijk        | 2016-17 7e      | 7 s            | 11 s        | 9e                    |
| 10 | Patro Eisden Maasmechelen                 | 3434 | Maasmechelen    | Patrostadion        | 2019-20 4e      | 6 s            | 27 s        | 6e                    |
| 11 | Kon. V. V. THES Sport Tessenderlo         | 3671 | Tessenderlo     | Gemeentelijk        | 2018-19 5e      | 5 s            | 5 s         | 10e                   |
| 12 | Kon. Voetbalclub Sint-Eloois-Winkel Sport | 4408 | St-E-Winkel     | Terscheide Park     | 2019-20 4e      | 4 s            | 6 s         | 7e                    |
| 13 | Royal Francs Borains                      | 5192 | Boussu-Bois     | Robert Urbain       | 2020-21 3e      | 3 s            | 7 s         | 13e                   |
| 14 | RAAL La Louvière                          | 94   | La Louvière     | le Tivoli           | 2022-23 1er     | 1 s            | 7 s         | 1re D2 ACCF           |
| 15 | Hoogstraten Voetbal Vereniging            | 2366 | Hoogstraten     | Seminarie           | 2022-23 1er     | 1 s            | 26 s        | 1er D2 VV « série B » |
| 16 | Koninklijke Voetbal Klub Ninove           | 2373 | Ninove          | de Kloppers         | 2022-23 1er     | 1 s            | 11 s        | 2e D2 VV « série A »  |

### Localisation des clubs participants
| \| Sélections « U23 »: · 1 = Jong AA Gent · 2 = Young Reds Antwerp · 3 = OH Leuven U23 · 4= Zebra Élites 1 2 3 4 Knokke St-E-Winkel Mandel U. Ninove Hoogstraten Boom Dessel Heist La Louvière F. Borains Tessenderlo Tirlemont Maasmechelen Visé Liège Olympic \| Localisation des clubs engagés en Division 1 Amateur 2022-2023 |
| Sélections « U23 »: · 1 = Jong AA Gent · 2 = Young Reds Antwerp · 3 = OH Leuven U23 · 4= Zebra Élites 1 2 3 4 Knokke St-E-Winkel Mandel U. Ninove Hoogstraten Boom Dessel Heist La Louvière F. Borains Tessenderlo Tirlemont Maasmechelen Visé Liège Olympic                                                                      |

### Villes et Stades
| RFC Liège                                   | R. Knokke FC                                 | K. FC Dessel Sport                         | R. Olympic CC                                       |
| ------------------------------------------- | -------------------------------------------- | ------------------------------------------ | --------------------------------------------------- |
| stade de Rocourt Capacité : 8 000           | Burg. Graaf L. Lippens Park Capacité : 4 000 | stade Armand Melis Capacité : 4 284        | Stade de la Neuville Capacité : 8 900               |
|                                             |                                              |                                            |                                                     |
| Patro Eisden Maasmechelen                   | K. VC St-E-Winkel Sp.                        | URSL Visé                                  | K. SK Heist                                         |
| Patrostadion Capacité : 5 500               | Terscheide Park Capacité : 4 000             | Stade de la Cité de l'Oie Capacité : 5 226 | Gemeentelijk Capacité : 4 824                       |
|                                             |                                              |                                            |                                                     |
| K. VV THES Sport Tessenderlo                | K. VK Tienen                                 | K. Rupel Boom FC                           | R. Francs Borains                                   |
| Gemeentelijk Sportpark Capacité : 4 000     | Julien Bergé Capacité : 7 100                | Gemeentelijk Park Capacité : 9 470         | stade Robert Urbain Capacité : 6 000                |
|                                             |                                              |                                            |                                                     |
| R. FC United Mandel                         | RAAL La Louvière                             | Hoogstraten VV                             | K. VK Ninove                                        |
| Skyline Arena Capacité : 5 000              | Le Tivoli Capacité : 12 500                  | Sportcomplex Seminarie Capacité : 5 000    | De Kloppers Capacité : 1 600                        |
|                                             |                                              |                                            |                                                     |
| Jong AA Gent                                | Young Reds Antw.                             | OH Leuven U23                              | Zebra Elites                                        |
| « Chillax Arena » Capacité : 500 K. RC Gent | « het Lisp » 14 238 K. Lierse                | Julien Bergé 7 100 K. VK Tienen            | stade de la Neuville Capacité : 8 900 R. Olympic CC |
|                                             |                                              |                                            |                                                     |

## Classement et Résultats 2022-2023

### Légende
|                 | club titré « Champion de Belgique Amateur » et promu en Challenger Pro League |
|                 | clubs promus en Challenger Pro League                                         |
|                 | club devant participer au "Tour final de Nationale 1".                        |
|                 | clubs relégués vers la Division 2 ACFF.                                       |
| en diminution   | Club relégué de Division 1B au terme de la saison 2021-2022.                  |
| en augmentation | Clubs promus de Division 2 ACFF ou VV au terme de la saison 2021-2022.        |

### Classement
- Champion d'automne: Patro Eisden Maasmechelen
- Dernière mise à jour: le dimanche 21 mai 2023.
- Prochaine journée : 
  - Les trois premiers classés en possession d'une licence sont promus, les trois derniers classés sont relégués, le 17e classé est barragiste pour le maintien, y compris les sélections « U23 ».

| Rang | Équipe                       | Pts | J  | G  | N  | P  | Bp | Bc | Diff |
| ---- | ---------------------------- | --- | -- | -- | -- | -- | -- | -- | ---- |
| 1    | K. Patro Eisden Maasmechelen | 86  | 38 | 26 | 8  | 4  | 84 | 23 | +61  |
| 2    | R. FC de Liège               | 86  | 38 | 25 | 11 | 2  | 99 | 29 | +70  |
| 3    | R. Francs Borains            | 77  | 38 | 23 | 8  | 7  | 79 | 46 | +33  |
| 4    | RAAL La Louvière             | 73  | 38 | 22 | 7  | 9  | 72 | 39 | +33  |
| 5    | Jong AA Gent U23             | 67  | 38 | 19 | 10 | 9  | 59 | 43 | +16  |
| 6    | K. SK Heist                  | 61  | 38 | 16 | 13 | 9  | 69 | 59 | +10  |
| 7    | R. Olympic Cl. de Charleroi  | 60  | 38 | 18 | 6  | 14 | 71 | 52 | +19  |
| 8    | R. Knokke FC                 | 60  | 38 | 18 | 6  | 14 | 65 | 58 | +7   |
| 9    | URSL Visé                    | 56  | 38 | 15 | 11 | 12 | 66 | 52 | +14  |
| 10   | K. VV Thes Sport Tessenderlo | 53  | 38 | 13 | 14 | 11 | 58 | 52 | +6   |
| 11   | OH Leuven U23                | 50  | 38 | 15 | 6  | 17 | 61 | 68 | -7   |
| 12   | VK Tienen                    | 46  | 38 | 12 | 10 | 16 | 50 | 60 | -10  |
| 13   | Zebra Elites U23             | 44  | 38 | 12 | 8  | 18 | 41 | 58 | -17  |
| 14   | K. FC Dessel Sport           | 43  | 38 | 11 | 10 | 17 | 45 | 63 | -18  |
| 15   | K. VC St-Eloois-Winkel Sport | 42  | 38 | 11 | 9  | 18 | 44 | 58 | -14  |
| 16   | Hoogstraten VV               | 41  | 38 | 11 | 8  | 19 | 46 | 60 | -14  |
| 17   | Yound Reds Antwerpen U23     | 39  | 38 | 11 | 6  | 21 | 33 | 58 | -25  |
| 18   | K. VK Ninove                 | 35  | 38 | 10 | 5  | 23 | 39 | 75 | -36  |
| 19   | K. Rupel Boom FC             | 24  | 38 | 6  | 6  | 26 | 29 | 83 | -54  |
| 20   | R. FC Mandel United          | 14  | 38 | 4  | 2  | 32 | 16 | 88 | -72  |

### Tableau des résultats
| Résultats (▼dom., ►ext.)                                   | ANT | BOO | FBO | OLY  | ZEB | DSP | PAT | AAG | HEI | HOO | KNO | FCL | OHL | RAA | MAN | NIN | SEW | TES | TIE  | VIS |
| Young Reds U23                                             |     | 1-0 | 0-4 | 1-3  | 0-1 | 0-1 | 0-2 | 0-0 | 1-1 | 0-0 | 0-1 | 1-0 | 2-0 | 1-3 | 0-1 | 2-3 | 0-0 | 0-1 | 3-0  | 2-1 |
| Rupel Boom FC                                              | 1-0 |     | 4-4 | 1-3  | 1-0 | 2-1 | 0-2 | 0-1 | 3-3 | 1-1 | 1-1 | 0-4 | 0-2 | 0-3 | 1-2 | 1-2 | 0-0 | 1-3 | 0-5F | 0-3 |
| Francs Borains                                             | 2-0 | 5-0 |     | 3-1  | 1-1 | 2-1 | 0-5 | 0-0 | 4-2 | 3-0 | 2-2 | 3-2 | 2-1 | 5-0 | 3-1 | 1-0 | 2-0 | 2-1 | 2-1  | 1-2 |
| R. Olympic CC                                              | 6-0 | 3-0 | 0-1 |      | 1-1 | 1-2 | 2-1 | 0-2 | 1-3 | 2-1 | 0-2 | 0-0 | 1-3 | 2-1 | 2-0 | 3-0 | 2-1 | 2-0 | 2-1  | 3-1 |
| Zebra Elite U23                                            | 1-0 | 2-0 | 0-3 | 0-1  |     | 0-0 | 1-3 | 0-2 | 0-1 | 1-0 | 3-2 | 1-2 | 1-3 | 0-0 | 1-0 | 3-1 | 1-2 | 1-4 | 2-2  | 3-2 |
| Dessel Sport                                               | 0-1 | 4-1 | 1-4 | 0-2  | 2-0 |     | 0-4 | 0-0 | 1-3 | 1-2 | 0-4 | 1-4 | 1-0 | 0-0 | 3-0 | 1-3 | 1-0 | 2-2 | 0-1  | 1-1 |
| Patro Eisden                                               | 4-0 | 0-0 | 4-0 | 2-1  | 4-0 | 3-0 |     | 2-0 | 1-1 | 1-1 | 2-0 | 1-1 | 3-0 | 2-1 | 2-0 | 5-0 | 2-1 | 0-0 | 2-1  | 0-0 |
| Jong AA Gent U23                                           | 2-1 | 3-2 | 0-3 | 4-1  | 2-0 | 3-1 | 0-2 |     | 0-2 | 3-1 | 0-1 | 2-2 | 4-0 | 0-1 | 2-0 | 3-1 | 0-0 | 1-0 | 1-0  | 2-2 |
| K. SK Heist                                                | 2-2 | 3-1 | 2-1 | 1-3  | 1-3 | 2-2 | 1-1 | 3-4 |     | 0-2 | 2-0 | 1-1 | 1-1 | 3-1 | 4-1 | 3-2 | 2-0 | 1-1 | 2-0  | 6-2 |
| Hoogstraten VV                                             | 0-2 | 1-0 | 0-1 | 1-3  | 1-2 | 0-1 | 1-2 | 1-1 | 0-1 |     | 3-3 | 1-1 | 3-2 | 2-6 | 1-0 | 1-1 | 0-1 | 4-0 | 1-0  | 0-4 |
| R. Knokke FC                                               | 1-2 | 1-0 | 1-1 | 3-2  | 2-1 | 4-1 | 1-2 | 1-3 | 4-1 | 5-4 |     | 0-3 | 4-0 | 0-3 | 1-0 | 4-1 | 2-0 | 2-0 | 2-2  | 2-2 |
| R. FC de Liège                                             | 3-1 | 5-0 | 3-1 | 2-1  | 2-1 | 6-0 | 2-1 | 4-1 | 0-0 | 2-1 | 6-2 |     | 3-1 | 2-0 | 9-0 | 6-0 | 5-3 | 3-1 | 1-1  | 2-0 |
| OH Leuven U23                                              | 1-1 | 1-2 | 2-2 | 0-5F | 4-0 | 3-1 | 1-2 | 5-1 | 2-2 | 1-0 | 1-2 | 1-4 |     | 0-3 | 2-1 | 3-1 | 4-0 | 0-0 | 2-1  | 0-4 |
| RAAL La Louv.                                              | 2-0 | 4-1 | 0-1 | 1-1  | 1-0 | 0-0 | 2-1 | 1-1 | 6-2 | 4-0 | 2-0 | 0-3 | 2-0 |     | 3-0 | 2-0 | 4-2 | 1-1 | 3-1  | 2-1 |
| FC Mandel Utd                                              | 2-1 | 1-2 | 1-1 | 0-8  | 1-2 | 0-2 | 0-3 | 0-2 | 0-1 | 0-3 | 0-1 | 0-0 | 1-2 | 1-2 |     | 1-2 | 0-3 | 0-2 | 0-3  | 0-3 |
| K. VK Ninove                                               | 3-1 | 1-0 | 1-2 | 3-1  | 2-0 | 1-2 | 0-2 | 0-1 | 0-1 | 1-4 | 1-2 | 0-3 | 1-2 | 1-3 | 1-2 |     | 2-1 | 2-1 | 1-1  | 0-3 |
| VC St-E-Winkel                                             | 3-1 | 0-3 | 2-1 | 3-0  | 0-0 | 1-1 | 2-1 | 2-2 | 2-1 | 0-1 | 1-0 | 1-1 | 2-4 | 2-4 | 1-0 | 0-0 |     | 2-3 | 1-2  | 1-3 |
| VV THES Sport                                              | 1-2 | 3-0 | 1-0 | 3-3  | 2-2 | 1-1 | 1-1 | 2-1 | 3-1 | 2-3 | 2-1 | 1-1 | 3-1 | 1-1 | 6-0 | 0-0 | 1-1 |     | 3-3  | 2-1 |
| K. VK Tienen                                               | 0-1 | 1-0 | 1-3 | 1-1  | 1-4 | 1-6 | 0-4 | 0-4 | 2-2 | 1-1 | 2-0 | 0-0 | 4-1 | 1-0 | 2-0 | 4-1 | 0-3 | 2-0 |      | 1-1 |
| URSL Visé                                                  | 2-3 | 4-0 | 3-3 | 1-0  | 2-2 | 3-3 | 2-5 | 1-1 | 1-1 | 1-0 | 2-1 | 0-1 | 1-3 | 1-0 | 1-0 | 0-0 | 2-0 | 3-0 | 0-1  |     |
| - Victoire à domicile - Match nul - Victoire à l'extérieur |     |     |     |      |     |     |     |     |     |     |     |     |     |     |     |     |     |     |      |     |

- La rencontre « K. Rupel Boom FC - K. VK Tienen » du samedi 3 septembre 2022, dans le cadre de la 3e journée a été arrêtée, après trois à quatre secondes seulement, par l'arbitre Monsieur Calluy. La raison de cette très rapide interruption est l'extinction d'un des mâts d'éclairage, à la suite d'un incendie dans la cabine électrique se trouvant à son pied. Une fois la demi-heure réglementaire écoulée, la situation n'étant pas résolue, le référée décrète l'arrêt définitif de la partie. Le 15 septembre 2022, le Comité Sportif de la Fédération estime que l'équipe locale n'est pas responsable< La partie doit être reprogrammée a une autre date. De son côté, le club visiteur envisage d'aller en appel [11] Tirlemont porte le dossier devant le Comité d'Appel de la Fédération et y obtient gain de cause: une victoire par forfait [12].
- La rencontre « OH Leuven U213 - R. Olympic CC » du samedi 26 novembre 2022 (15e journée) se termine sur le score de « 2-2 ». Mais le club viezsiteur décèle une irrégularité et dépose réclamation. Le cercle louvaniste n'a scrupuleusement respecté les règles quant à l'alignement de son équipe U23 et a fait joué un joueur non qualifié. Le cercle carolorégien a gain de cause et remporte le match par forfait « 0-5 » [13]. Initialement l'Olymic reçoit logiquement les trois points. Un appel pourvu par le club local confirme la première sanction [14], mais ce dossier est rejugé, à la suite de l'intervention d'une tierce partie, à savoir le R. FC de Liège. L'avocat de ce cercle argumente sur un cas précédent et celui-ci fait jurdisprudence auprès de la fédération. La défaite par forfait est maintenue, mais les points restent ceux attribués par le score de parité au grand dam des Olympiens [15]. La demande d'évocation du cercle visiteur est rejetée par l'instance concernée [16]

## Résumé du championnat 22-23
Les cercles wallons prennent le meilleur départ, mais les deux cercles carolorégiens rentrent vite dans le rang. Ayant loupé de peu la montée la saison précédente, le R. FC Liège est conquérant et reste invaincu après six journées. Il devance les Francs Borains (qui s'est maintenu de justesse) d'une unité et l'autre club n'ayant pas encore connu la défaite, St-Eloois-Winkel Sport, de deux points. En fond de grille, on retrouve Rupel Boom (1 sur 15) et le R. FC Mandel United (3), lequel commence la compétition en n'alignant essentiellement avec des jeunes joueurs, âgés de 16 à 18 ans. Le club rouge et noir concède une différence de buts de « 2 à 25 » ! Dessel Sport, costaud l'an passé, est cette fois dans le dur avec les 3 points de leur seul succès. Tirlemont et les promus d'Hoogstraten sont dans une situation identique.
Après huit journées, un quintette s'est installé en tête. Un trio compte 19 points. Il s'agit du Patro Eisden, des promus de la RAAL La Louvière et des Francs Borains. Venant de concéder deux partages (un score vierge à l'Olympic de Charleroi puis un score de 1-1 contre Tirlemont), Liège est une longueur derrière. La « sélection U23 » de La Gantoise totalise 17 unités. En fin de classement, c'est très difficile pour Rupel Boom (2) qui n'a pas encore engrangé la moindre victoire. Hoogstraten (4) et Dessel Sport (5) ont été dépassés par un Mandel United qui, repris pas de nouveaux dirigeants, a effectué des transferts et décroché deux victoires.
Le premier tour se poursuit avec d'étonnants Francs Borains, pour rappel sauvés de justesse la saison précédente. Ceux-ci tiennent la dragée haute aux deux principaux favoris de la séries: le Patro Eisden, Liège. L'Olympic s'accroche dans le sillage du trio de tête jusqu'à la mi-parcours.
Au début de l'année civile 2023, les Dogues de l'Olympic se hissent sur le podium derrière Eisden et Liège qui se détachent. Les Francs Borains connaissent un passe délicate et redescendent légèrement dans le classement. Les troisième cercle hennuyer vient aussi se mêler à la bagarre pour les places montantes.
Jusque loin dans la compétition, le quintette de tête semble intouchable. La décision tarde à venir car quand une formation se fait accrocher et perd des points, ses rivaux l'imite dans les semaines qui suivent.
C'est l'Olympic qui craque le premier. L'évolution défavorable dans le dossier « OHL U-23 » (voir ci-dessus « Tableau des résultats ») et surtout le refus, en première instance, de lui accorder licence pour la D1B plombe le moral du groupe carolorégien. Les « Dogues » n'entament aucun procédure afin d'obtenir le fameux sésame. Le Patro Eisden et le Club Liégeois tentent de creuser l'écart mais le suspense perdure tard car tant les Francs Borains que la RAAL La Louvière ne lâchent rien. La décision finale ne se fait lors des deux dernières journées.
La lutte pour éviter la descente ne passionne pas les foules. Il n'y a pas de miracle ni pour Mandel United (voir ci-avant), ni pour Rupel Boom qui est aussi rapidement distancé. Les promus de Ninove veulent y croire jusqu'au bout mais terminent trop court derrière les « U-23 de l'Antwerp ». Paradoxe de la saison, ceux-ci doivent participer aux barrages pour assurer leur maintien alors que les  A du « Great Old » vont chercher le titre national !

## Play-off Amateur
Le Play-off Amateur n'est pas organisé cette saison. Les trois premiers classés en ordre de licence sont promus en « Challenger Pro League 2023-2024 »

## Tour final Nationale 1
Le 17e classé est dit « barragiste » et prend part au « Tour final de Nationale 1 » avec trois clubs (un qualifié par série de Division 2 Amateur). Le vainqueur de ce tour final se maintient ou monte en Nationale 1 pour la saison suivante.
La procédure est de deux demi-finales et d'une finale. Chaque affrontement faisant l'objet d'un aller-retour, avec départage selon la formule classique (Points puis différence de but). Une prolongation de 2x 30 minutes, suivie le cas échéant d'une séance de tirs au but, sont prévus lors des matchs retour. Les « goals marqués en déplacement » ne sont plus prépondérants en cas d'égalité sur l'ensemble des deux rencontres. 

### Participants
- Barragiste de Nationale 1 : Young Reds Antwerpen (U23)
- Qualifié de D2 Amateur VV série A : Jong Cercle (U23)
- Qualifié de D2 Amateur VV série B: K. Sporting Hasselt
- Qualifié de D2 Amateur ACFF : La Louvière Centre

### Résultats
|              | Dates       | Domicile              | Extérieur            | Score | Prol | TaB |
| Demi-finales |             |                       |                      |       |      |     |
| DF.1         | 27 mai 2023 | UR La Louvière Centre | Young Reds Antwerpen | 0-2   |      |     |
| DF.2         | 28 mai 2023 | K. Sporting Hasselt   | Jong Cercle          | 1-4   |      |     |
| Finale       |             |                       |                      |       |      |     |
| F.           | 4 juin 2023 | Jong Cercle           | Young Reds Antwerpen | 0-1   |      |     |

Young Reds Antwerpen (U23) assure son maintien en « Nationale 1 ».

## Résumé de la saison
- Champion: Patro Eisden Maasmechelen  1er titre en Division 1 Amateur -  5e titre au 3e niveau

Vingt-et-unième titre de D1 Amateur - au 3e niveau - pour la province de Limbourg
| Région flamande (14)             | Région flamande (14) | Région wallonne (6)               | Région wallonne (6) |
| -------------------------------- | -------------------- | --------------------------------- | ------------------- |
| Province d'Anvers                | 5                    | Province de Hainaut               | 4                   |
| Province de Flandre-Occidentale  | 3                    | Province de Liège                 | 2                   |
| Province de Flandre-Orientale    | 2                    | Province de Luxembourg            | 0                   |
| Province de Limbourg             | 2                    | Province de Namur                 | 0                   |
| Province du Brabant flamand      | 2                    | Province du Brabant wallon        | 0                   |
| Région de Bruxelles-Capitale VFV | 0                    | Région de Bruxelles-Capitale ACFF | 0                   |

À partir de la saison 2017-2018, le Brabant est également scindé en ailes linguistiques. Les cercles de la Région de Bruxelles-Capitale doivent choisir leur appartenance entre VFV et ACFF. La grande majorité opte pour l'ACFF..
- Dans le tableau ci-dessus, les sélections « U23 » sont comptabilisées au même titre que les seize autres clubs

### Montée en «Challenger Pro League»

#### VFV
- Patro Eisden Maasmechelen

#### ACFF
- RFC de Liège
- Royal Francs Borains

### Relégation en «Division 2 Amateur»

#### VFV
- KVK Ninove
- K Rupel Boom FC
- KFC Mandel United

#### ACFF
- Aucun